# Fontesius
Fontesius is een geslacht van wantsen uit de familie van de Miridae (Blindwantsen). Het geslacht werd voor het eerst wetenschappelijk beschreven door José Cândido de Melo Carvalho in 1988.

## Soorten
Het genus bevat de volgende soorten:

- Fontesius bentoanus Carvalho, 1988
- Fontesius jujuiensis Carvalho, 1988
- Fontesius validicornis (Reuter, 1910)